# Ruta Estatal de Nevada 321
La Ruta Estatal de Nevada 321, y abreviada SR 321 (en inglés: Nevada State Route 321) es una carretera estatal estadounidense ubicada en el estado de Nevada. La carretera inicia en el Sur desde la US 93     en Pioche hacia el Norte en la US 93     en Pioche. La carretera tiene una longitud de 8,2 km (5.113 mi).

## Mantenimiento
Al igual que las autopistas interestatales, y las rutas federales y el resto de carreteras estatales, la Ruta Estatal de Nevada 321 es administrada y mantenida por el Departamento de Transporte de Nevada por sus siglas en inglés Nevada DOT.